# Fuero de Andaluz

Comunidades de Villa y Tierra de la Extremadura Castellana.

Andaluz es una localidad situada en el sur de la provincia de Soria, comunidad de Castilla y León (España), a 40 km de Soria capital, por la carretera SO-100 en dirección a Berlanga de Duero (Soria), con 20 habitantes 2006. Se asienta sobre una llanura en la cuenca del río Duero, a 919 metros sobre el nivel del mar. Gentilicio: Andalucenses.
Tiene Andaluz el primer fuero de la provincia de Soria, otorgado en el año 1089 por Gonzalo Núñez, reinando Alfonso VI de Castilla y León. Con dicho fuero se constituyó la Comunidad de Villa y Tierra de Andaluz formada por Andaluz, Centenera de Andaluz, Quintanar (despoblado), Tajueco, Valderrueda, Valderrodilla, Fuentepinilla, Fuentelárbol, La Ventosa, Torreandaluz, Osona, Fuentelfresno (despoblado) y La Seca.